# Бог у исламу
Алах (арап. الله; IPA: [ɑɫˈɫɑː(h)] ( слушај)) арапска је реч за Бога у аврамским религијама. У српском језику, реч се уопштено односи на Бога у исламу.

## Дефиниција
Најконцизнија дефиниција Бога у исламу је дата у четири стиха поглавља Искреност, које је 112. кур’ анско поглавље:
Реци: „Он је Алах-један!
Алах је Уточиште сваком!
Није родио и рођен није,
И нико Му раван није!”

## Етимологија
Муслимани преферирају употребу речи Алах, уместо уопштеног имена Бог. Сматра се да је реч изведена скраћивањем речи 'al-ilāh', што у преводу значи „Бог”, а односи се на Ел и Елах, хебрејске и арамејске речи за Бога. Историја речи Алах долази од најстарије писане речи за Бога, Ел, која је кориштена још у старозаветним списима. Каснији развој речи је ишао: Ел- Елоах(- Елохим пл.)- Елоах- Елах- Алах. У прастара времена (10 000 година пре нове ере) Ел је била најчаснија реч. Јевреји нису записивали ту реч већ само ЈХВ (Хебрејско писмо нема самогласнике) што се чита ЈАХВЕ, а Јахве значи „Господин”. Већина муслимана користи непреведену арапску изреку in shā’ Allāh (са значењем „ако Бог жели”) када говори о будућим догађајима. Муслиманска дискурзивна побожност подстиче започињање ствари инвокацијом bismillāh (са значењем „у име Бога”).

## Концепт Бога у Исламу
У Исламу, Алах нема људске особине нити људско наличје. Не само да је неприхватљива идеја инкарнације Бога у људском облику, већ је бесмислено обожавати друго људско биће. Ако би се Бог претворио у лик човека, изгубио би све божанске особине и прихватио би људске. Не само то, већ ако би Бог преузео људски лик, тај такав човек касније не би могао постати Бог, јер је познато да људи немају моћ да постану Бог. Због тога је обожавање „бога” у људском облику нелогично и погрешно и требао би се одбацити сваки облик таквог обожавања.
То је разлог због кога Часни Куран говори против свих могућих облика антропоморфизма. Часни Куран каже у следећем стиху: „Нико није као Он! Он све чује и све види.”
Својства Свемогућег Бога искључују све што је лоше, јер је Бог извор правде, милости и истине. Немогуће је Бога замислити како ради ствари које Му не приличе. Не можемо замислити Бога како лаже, како је неправедан, како прави грешке, како заборавља и чини друге ствари које су одлика  људских бића. Ако хоће, Бог може бити неправедан, али Он  то никада неће урадити, јер неправда није божански чин. Он не ради оно што Му не приличи. Часни Куран каже: „Алах неће никоме ни трунку неправде учинити.”
Бог не заборавља, јер заборављање није божанска особина. Заборављање је последица људске немоћи и ограничености. Исто тако, Бог никада не прави грешке, јер чињење грешака није божански чин. Господару моме ништа није скривено и Он ништа не заборавља.
Куран спомиње 99 Аллахових лепих имена и својстава, а највеће Његово име је Алах. Куран најчешће спомиње следећа Аллахова имена: Ер-Рахман (Милостиви), Ер-Рахим (Самилосни) и Ел-Хаким (Мудри). Алаха можете звати било којим од ових имена, јер Његова имена не остављају никакву менталну слику о Његовом бићу.

## Суштина Бога у Исламу
Створитељ мора бити другачије природе од створења, јер да је исте природе као они, био би привремен, па би и Њему био потребан створитељ. Из тога следи да ништа није као Он. Ако Створитељ није привремен, онда мора бити вечан. Пошто је вечан, не може бити ничим неизазван, и ако нема узрочнка Његовом постојању, ништа изван Њега не узрокује да настави да постоји, што значи да је Он самом себи довољан. А ако Он не зависи ни од чега за наставак свог постојања, онда ово постојање нема крај. Зато је Створитељ вечан: „Он је Први и Последњи, и Видљиви и Невидљиви; и Он зна све!” [Куран 57:3].
Он је самом себи довољан и сам о себи опстоји, Он је Ел Кајум – Вечни, како стоји у Кур’ану. Створитељ не ствара само у смислу довођења ствари у постојање. Он их одржава, чува и раствара и Он је крајњи узрок шта год им се деси.

### Изговор
Да би се арапска реч Алах правилно изговорила, треба се усредсредити на друго l (ل) у Allah (الله). Када речи Алах претходе самогласник a (فَتْحة) или самогласник u (ضَمّة), тада се лам изговара са тврђим акцентом (tafkhīm). Ово тврдо лам је артикулирано са цијелом површином језика, а не само са врхом језика. Примјер, у сури 58:22: man haddaAllah (مَنْ حَادَّ اللَّهَ), што значи „они који се супротстављају Алаху”.
Уколико, међутим, речи претходи самогласник i (كَسْرة), тада се лам изговара са меким акцентом (tarqiq) и актикулирано је само са врхом језика, као што је у сури 1:1: Bismillahi (بِسْمِ اللّهِ).

## Атрибути Бога

### Јединство
Исламски најосновнији концепт је строги монотеизам зван тевхид, који потврђује да је Бог један и неупоредив (вахид). Основно веровање ислама, Шехадет  (рецитирано под заклетвом да уђе у религију), укључује لا اله الا الله (ла ʾилаха ʾилалах), или, „сведочим да нема другог бога осим Бога”.
Муслимани одбацују хришћанску науку о Тројству и божанству Исуса, упоређујући то са политеизмом. За Исуса се верује да је пророк.
Према Винсенту Ј. Корнелу,  Куран такође пружа монистичку слику Бога описујући стварност као обједињену целину, с тим да је Бог јединствен концепт који би описао или приписао све постојеће ствари: „Он је први и На крају, Евидентан и Иманентни: и он има потпуно знање о свим стварима.”
Тевхид је најважнији чланак муслиманске професије. Обожавање или поштовање било кога или било чега другог осим Бога (ширк) је највећи грех у исламу.
Целокупност исламског учења почива на принципу тевхида.

### Креатор
Бог је творац универзума и свих створења у њему.
„Хвала Алаху, Створитељу неба и земље, који постави анђеле гласнике који имају крила два, три и четири. Он умножава у стварању оно што жели.  Аллах је способан учинити све.”
Куран 35: 1
„Небо смо изградили снагом, и ми то створимо у великој мери.”
Куран 51:47

### Милост
Најчешће кориштена имена у примарним изворима су Ал-Рахман, што значи „Најосећајнији” и Ал-Рахим, што значи „Најмилосрднији”.  Прва обухвата читаву креацију, па се примењује на Божје милосрђе, јер даје све потребне услове да живот постане могућ. Ово последње се односи на Божје милосрђе јер даје предност добрим делима. Тако Ал-Рахман укључује и вернике и невернике, али Ал-Рахим само вернике.
За Бога се каже да воли праштање, са хадисом који каже да ће Бог заменити безазлене људе оним који је сагрешио, али и даље тражи покајање. Такође, речи Рахман и Рахим потичу од корена ر ح م (р-х-м); што значи матерница (арапски: рахим), па је то поређење између Божјег милосрђа и милости мајке са њеним дететом.
„Његова милост је у многим облицима”, како каже у Курану и „Моје милосрђе прихвата све ствари”. [7: 156] Ово је приказано у Сахих Муслиму, проповеденом од Ебу-Хурејре, који је рекао да је Посланик рекао:
„Алах има стотину делова милосрђа, од којих је послао један између џина, човечанства, животиња и инсеката, помоћу којих су саосећајни и милостиви једни према другима, и помоћу којих су дивље животиње љубазне према свом потомству. А Алах је задржао деведесет девет делова милосрђа којима је могао бити милостив својим робовима Дана васкрсења.”
Према исламској теологији, Божја милост је оно што људе доводи у рај. Према хадису у Сахих Ал Бухарију, „никада га дела никада неће признати у рај.” Рекли су: „Ни ти, Алахов Посланиче?” Рекао је: „Не, чак ни ја ако ме Алах не покаже Својом милосрђем. Зато покушајте да будете близу савршенству. И нико не би требало да пожели смрт; он или добро чини тако да ће учинити више од тога, или чини погрешно да би се могао покајати.”

### Свезнање
Бог је у потпуности свестан свега што се може знати. Ово укључује приватне мисли и осећања. Куран тврди да се од Бога не може ништа сакрити:
„Што год ти важно чинио, и што год из Курана казивао, и какав год ви посао радили, Ми над вама бдијемо док год се тиме занимате. Господару твоме ништа није скривено ни на Земљи ни на небу, ни колико трун један, и не постоји ништа, ни мање ни веће од тога, што није у Књизи јасној.”
Куран, Сура 10 (Иунус), ајет 61
„И заиста смо створили човека, и знамо шта му он сам шапуће. И ближи смо му од његове југуларне вене.”
Куран, Сура Каф: 50:16

## Однос са креацијом
Муслимани верују да је Бог једина права стварност и једини извор целокупног стварања. Све, укључујући и његова створења, су само изведена стварност створена из љубави и милосрђа по Божјој наредби, „... Буди, и јесте.”  и да је сврха постојања обожавање или познавање Бога.
Верује се да је Бог све створио у божанску сврху; универзумом управљају фиксни закони који осигуравају складан рад свих ствари. Све у свемиру, укључујући неживе предмете, хвали Бога и у том се смислу схваћа као муслиман. Изузетак су људи који су обдарени слободном вољом и морају живети добровољно у складу са овим законима да би нашли мир и репродуковали Божје доброчинство у свом сопственом друштву да би живели у складу с природом свих ствари, познатим као предаја Богу у исламском смислу.
Као и у осталим Аврамским религијама, верује се да Бог комуницира са својом креацијом путем откривења која су дата пророцима да подсете људе на Бога. Муслимани нарочито верују Курану као вербалној Божјој речи, оној која је објављена Мухамеду.
Хадиси су записи Мухамедових изрека и примера, а хадис кудси је поткатегорија хадиса, коју муслимани сматрају Божјим речима које је поновио Мухаммед. Према Али ибн Мухамед ал-Јурјани, хадиси Кудси се разликују од Курана по томе што су први „изражени Мухамедовим речима”, док су други „директне Божје речи”. Не постоје посредници, попут клера, који би контактирали Бога који каже у Курану: „Ми смо створили човека и знамо које му мрачне сугестије даје његова душа: јер смо му ближи од (његове) југуларне вене”.
Људи могу ући у одређени однос са Богом било када и у различитим околностима, кроз божанска имена или атрибуте. Стога је Бог такође лични Бог који реагује кад год га особа у невољи позове.
Мухамeд ал-Букари у свом делу „Сахих Бухари” говори о кудсиу којем Бог каже: „Ја сам оно како мој слуга мисли (очекује) да јесам.”  Када суфији тврде да су с Богом, није да они постају једно, већ је воља суфија потпуно у складу са Богом.
Куран одбацује дуализам персијског зороастризма и манијахеизма, који су добро и зло, светлост и таму, сматрали двема различитим и независним силама. Куран потврђује да су обе моћи једнако Божја творевина. Сотона није независна сила, али је подређена Богу.

## Концепти у Исламској теологији

### Исмаилизам - шија
Према Исмаилизму, Бог је апсолутно трансцендентан и неспознатљив  изван материје, енергије, простора, времена, промене, маште, интелекта, позитивних и негативних квалитета. Сва Божја својства која су именована у обредима, писмима или молитвама не односе се на особине које Бог поседује, већ на својства која потичу од Бога, тако да су ово својства која је Бог дао као извор свих квалитета, али Бог се не састоји од једне од тих особина.
Једна филозофска дефиниција света, Алах је „Биће које концентрише у себи све атрибуте савршенства”  или „Особа која је суштинско биће и која обухвата све атрибуте савршенства”. Пошто је Бог изван свих речи, исмаилизам такође негира концепт Бога као првог узрока.

### Мутезилизам
Муʿтазилити одбацују антропоморфне атрибуте Бога, јер вечно биће „мора бити јединствено”. Према томе, атрибути би Бога учинили упоредивим. Описи Бога у Курану сматрају се алегоријама.
Ипак, Муʿтазилити су сматрали да Бог садржи јединство (тевхид) и правду. Остале карактеристике попут знања се не приписују Богу; радије описују његову суштину. У супротном, вечни атрибути Божји створили би мноштво ентитета који постоје осим вечних.

### Матуриди и Асх'ари
Асх'ари и Матуриди су сагласни да су Божији атрибути вечни, али нити морају бити метафорички (за разлику од Мутезилизма) нити дословно. Упућивање на антропоморфне атрибуте људи вероватно не могу правилно да разумеју.
Иако се постојање Бога сматра разумним по разуму, људски ум не може у потпуности да разуме божје атрибуте. На пример, када људи у рају виде Бога, они не виде Бога на начин на који су људи способни да виде на Земљи. Асхари тврди, будући да је Бог творац свега што постоји и стварање не утиче на Бога и не мења га, престо Божји није Божје пребивалиште. Према томе, изрази попут Бога су изнад његових престолских средстава, Бог не постоји везан ни на једном месту

### Суфизам
Пошто је Бог у исламу трансценденталан и суверен, али такође иманентни и свеприсутни, суфијско гледиште сматра да у стварности постоји само Бог. Тако све у стварању одражава атрибут Божијих имена.
Ипак ти облици нису сами Бог. Суфијски свети Ибн Араби изјавио је: „Нема ничега осим Бога.” Ова изјава је критичарима погрешно изједначена с пантеизмом; међутим, Ибн Араби је увек правио јасну разлику између стварања и ствараоца.
Пошто је Бог апсолутна стварност, створени светови и њихови становници су само илузије. Они само постоје због Божје наредбе Кун, али све што би било, Бог је већ знао.

### Салафизам и вехабизам
Селафизам и вехабизам одбијају тумачења Курана да би избегли промену његове поруке, тако схватајући Божје описе буквално и супротстављајући се широким теолошким концептима, укључујући и ашаријски поглед. Стога би се описи попут „Божје руке” или „седећи на (изнад) престолу” требало узимати у њиховом језичком значењу, не постављајући питање како, јер се то сматра једином могућношћу разумевања Божјих својстава.
Салафизам/селефизам  ултраконзервативни и реформски је покрет унутар сунитског ислама који се јавио у другој половини 19. века, заговарајући повратак традицији „побожних предака”.
Вахабизам/вехабизам (арап. الوهابية) или вахабијска/вехабијска мисија (арап. الدعوة الوهابية) врста је традиционализма у исламу који се утемељио концем 18. и почетком 19. века. Његов духовни изворник је Мухамед Абдулвахаб, тзв. реформатор ислама, пореклом из Саудијске Арабије.

## Упоредна теологија
Исламска теологија идентификује Бога како је описан у Кур’ану као истог Бога Израела који је склопио савез са Аврамом.
Одбацује уверење које су некад имали исламистички Арапи да Бог има ћерке. Ислам и јудаизам одбацују Тројство хришћанства. Али исламски концепт Бога мање је личан него у јудео-хришћанској традицији и познат је само из природних знакова и о њему се може говорити само у присподобама.
Муслимански Турци су даље асимилирали Тенгри, персонификацију вечног неба, са исламским концептом Бога.